# Communauté de communes du Pays de Commercy
La communauté de communes du Pays de Commercy est une  ancienne communauté de communes française, située dans le département de la Meuse et la région Grand Est.
La communauté, dont le siège social est à Commercy, a été créée le 1er janvier 1998.
Elle est dissoute le 31 décembre 2016 pour former la communauté de communes de Commercy - Void - Vaucouleurs avec la communauté de communes de Void et la communauté de communes du Val des Couleurs.

## Composition
La communauté de communes regroupait 10 communes, représentant 12 026 habitants en 2011.
| Nom                       | Code Insee | Gentilé      | Superficie (km2) | Population (dernière pop. légale) | Densité (hab./km2) |
| ------------------------- | ---------- | ------------ | ---------------- | --------------------------------- | ------------------ |
| Commercy (siège)          | 55122      | Commerciens  | 35,37            | 5 914 (2014)                      | 167                |
| Boncourt-sur-Meuse        | 55058      | Boncourtois  | 10,84            | 327 (2014)                        | 30                 |
| Chonville-Malaumont       | 55114      |              | 18,80            | 206 (2014)                        | 11                 |
| Euville                   | 55184      | Euvillois    | 29,76            | 1 695 (2014)                      | 57                 |
| Grimaucourt-près-Sampigny | 55220      |              | 9,27             | 97 (2014)                         | 10                 |
| Lérouville                | 55288      | Lérouvillois | 14,38            | 1 471 (2014)                      | 102                |
| Mécrin                    | 55329      | Mécrinois    | 10,19            | 228 (2014)                        | 22                 |
| Pont-sur-Meuse            | 55407      |              | 3,63             | 137 (2014)                        | 38                 |
| Vadonville                | 55526      |              | 5,21             | 264 (2014)                        | 51                 |
| Vignot                    | 55553      | Vignotins    | 16,02            | 1 297 (2014)                      | 81                 |

## Compétences
Compétences obligatoires :
- Aménagement de l'espace
- Actions de développement économique

Compétences optionnelles :
- Protection et mise en valeur de l'environnement
- Politique de l'habitat et du cadre de vie
- Création, aménagement et entretien de la voirie
- Éclairage public
- Services à la personne
- Services publics
- Services aux communes
- Comités et Commissions réglementaires[1]

## Administration
Le conseil communautaire est composé de 40 délégués, dont 10 vice-présidents.

### Présidents
| Période                                  | Période        | Identité              | Étiquette | Qualité |
| ---------------------------------------- | -------------- | --------------------- | --------- | --- |
| Les données manquantes sont à compléter. |                |                       |           | |
| 2008                                     | 16 avril 2014  | Bernard Muller        | PS        | Maire de Commercy (2008-2014)                                                                               |
| 16 avril 2014                            | 1 janvier 2017 | Jean-Philippe Vautrin | DVD       | Conseiller municipal de Commercy (depuis 2014) Conseiller départemental du canton de Commercy (depuis 2015) |